# Trichonephila clavipes
La araña de seda dorada (Trichonephila clavipes) es un arácnido perteneciente a la familia Araneidae, del orden Araneae. Esta especie fue descrita por Linnaeus en 1767, originalmente bajo el nombre Aranea clavipes. El nombre del género Trichonephila se deriva de las palabras griegas "nen" que significa hilar y "philos", que significa amor, amistad, afecto, por lo que se le da el significado de "aficionada a hilar". El nombre de la especie proviene de las palabras latinas “clava” que significa maza y “pes” que significa pie, lo cual puede hacer referencia a las sedas que presenta en las patas, a manera de engrosamiento.

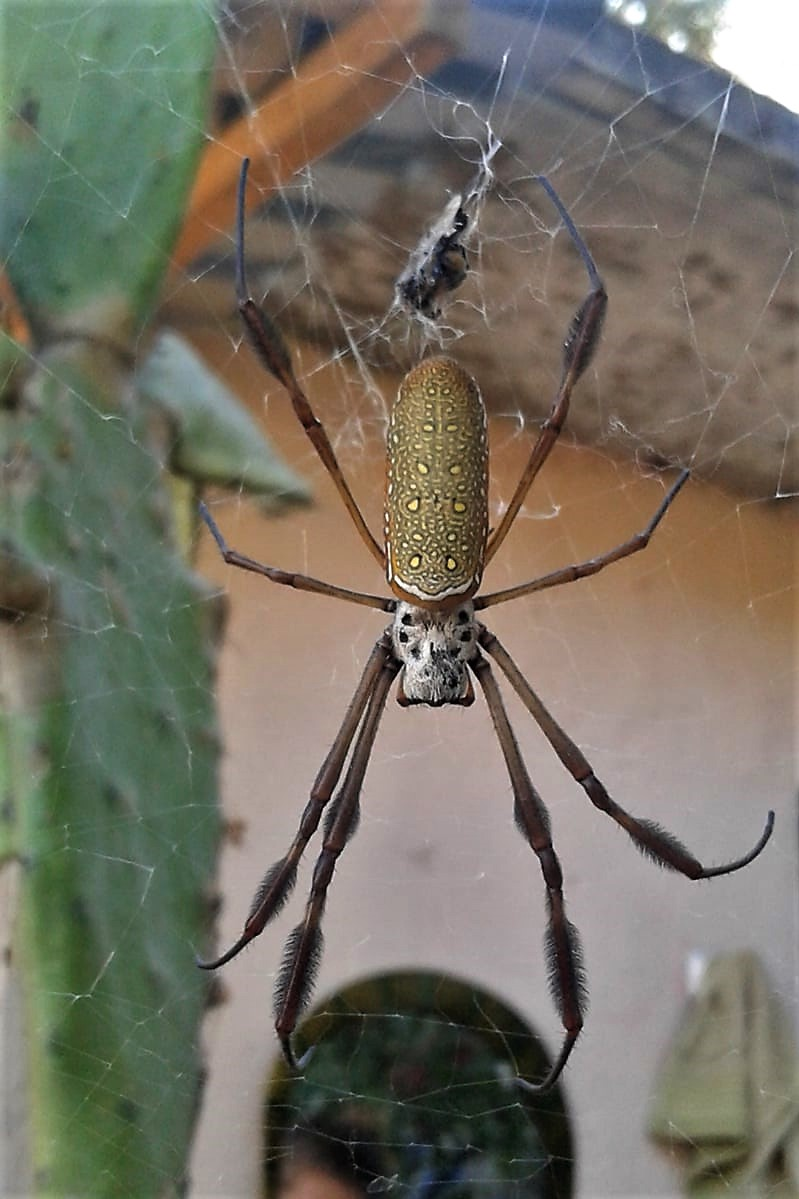
Araña de seda dorada - Venezuela

## Clasificación y descripción
Es una araña perteneciente a la familia Nephilidae, del orden Araneae. Tiene una forma bastante característica, lo que hace casi imposible el confundirla con otras arañas. Es de tamaño grande, tan solo el cuerpo de la hembra puede llegar a medir más de tres centímetros; el prosoma es color blanco, con puntos negros en la parte dorsal; presenta ocho ojos, que vistos de frente presentan un arreglo dos, cuatro, dos; el opistosoma es alargado, con forma oval, color claro, en su mayoría naranja, con puntos blancos en su parte dorsal, mientras que en las partes laterales se aprecia un color negro; las patas son color amarillo, con zonas oscuras en las articulaciones, presenta vellosidades largas a manera de cepillo en la parte media de cada pata, los pares I, II y IV son más largos que el tercero. Las hembras tejen una telaraña de gran tamaño, la cual presenta una resistencia bastante alta, así como una coloración dorada. Las propiedades mecánicas de este tipo de seda han sido causa de gran interés en la comunidad científica, debido a su resistencia y fuerza.

## Distribución de la especie
Es de amplia distribución, se tiene registro de ella desde Estados Unidos hasta Argentina, pasando por México. en Costa Rica se encuentra en bosques cercanos al mar Caribe.
También en El Salvador se pueden encontrar en tejados o en espacios amplios para tejer ya que son muy tejedoras,  en partes desoladas se encuentran en más cantidad.

## Ambiente
Es de ambiente terrestre. Se pueden encontrar en ambientes tropicales, donde la temperatura y humedad son altas, tejen la telaraña entre los espacios de los árboles, es común encontrarlas en postes de luz y con su telaraña atravesando caminos.

## Estado de conservación
Hasta el momento en México no se encuentra en ninguna categoría de protección. En la Lista Roja de la IUCN (International Union for Conservation of Nature) se encuentra en la categoría de Preocupación Menor (Least Concern = LC).